# Audi RS3
L'Audi RS3 è un'autovettura prodotta dalla casa automobilistica tedesca Audi a partire dal 2011. 
È la versione più sportiva della Audi A3 ed è giunta alla sua terza generazione.

## Prima serie (8PA, 2011-2012)

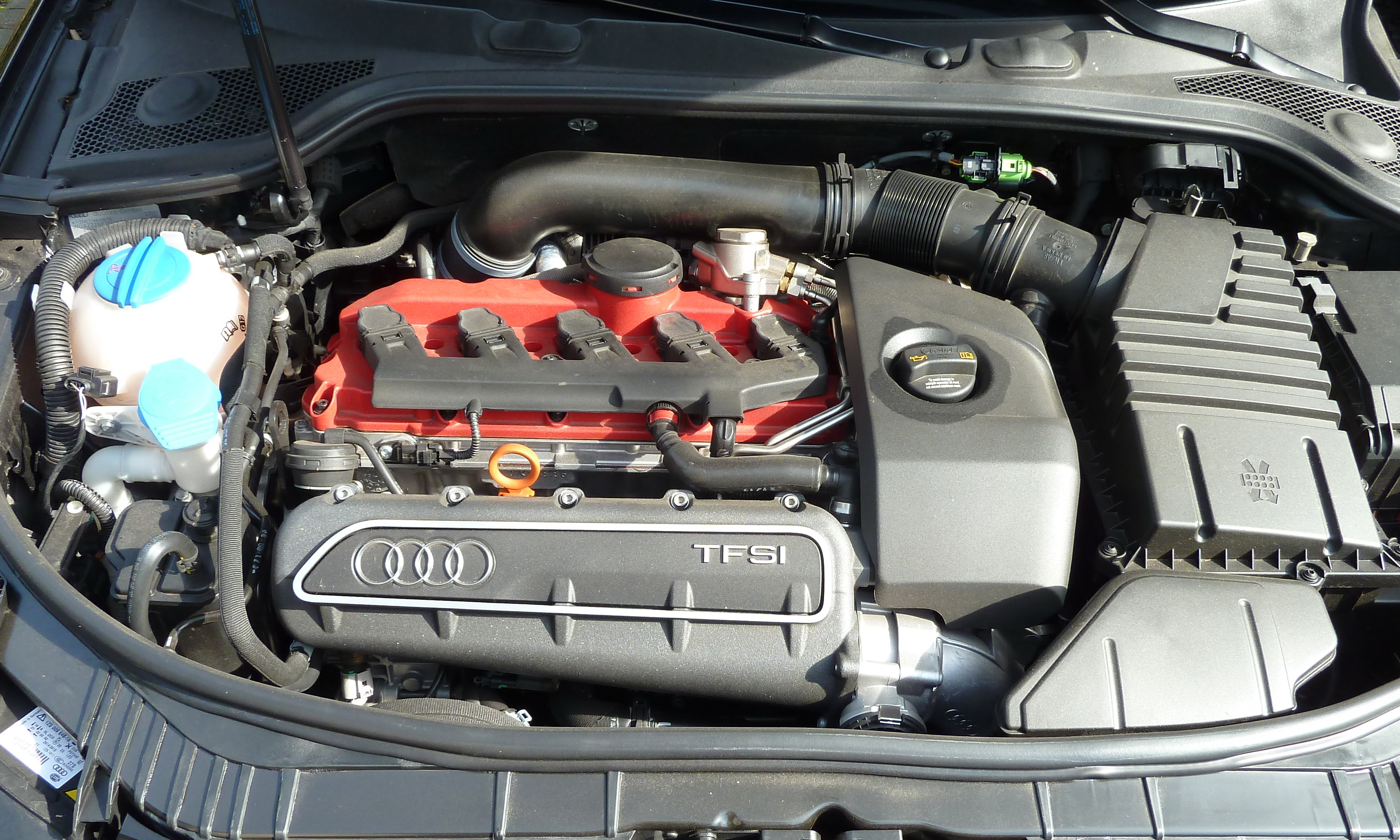
Motore RS3 I

La prima generazione dell'Audi RS3 è stata presentata nel novembre 2010 ed ha debuttato formalmente on pubblico per la prima volta al Salone di Ginevra 2011, venendo introdotta sul mercato nella primavera del 2011. Il motore è un cinque cilindri in linea turbocompresso con una cilindrata di 2,5 litri, che eroga 250 kW (340 CV). La vettura è disponibile solo con il cambio S tronic a 7 rapporti, la trazione integrale Quattro e come modello a cinque porte; rispetto alla normale A3, dispone di paraurti anteriore e posteriore modificati con parafanghi più larghi realizzati in plastica rinforzata con fibra di carbonio, ampie minigonne, spoiler sul bordo del tetto e sistema di trazione integrale Quattro con frizione Haldex.

## Seconda serie (8VA, 2015–2020)
Al Salone dell'Automobile di Ginevra del marzo 2015, è stata presentata la seconda generazione dell'Audi RS3, basata sull'Audi A3 8V.
Anche la seconda generazione utilizza sempre il motore a benzina da 2,5 litri con turbocompressore, ma con una potenza massima di 270 kW (367 CV). Di serie ci sono il cambio a doppia frizione S tronic a sette rapporti e la trazione integrale quattro con frizione Haldex.

Il lancio sul mercato è avvenuto il 12 giugno 2015.
Al salone di Parigi nell'autunno 2016, Audi ha presentato la RS3 in versione berlina a quattro porte e tre volumi. Viene ancora utilizzato il motore a benzina da 2,5 litri, ma quello della TT RS che eroga una potenza massima di 294 kW (400 CV). Ciò significa che la berlina accelera da 0 a 100 km/h in 4,1 secondi.
Audi ne ha presente il restyling al salone di Ginevra nel marzo 2017.

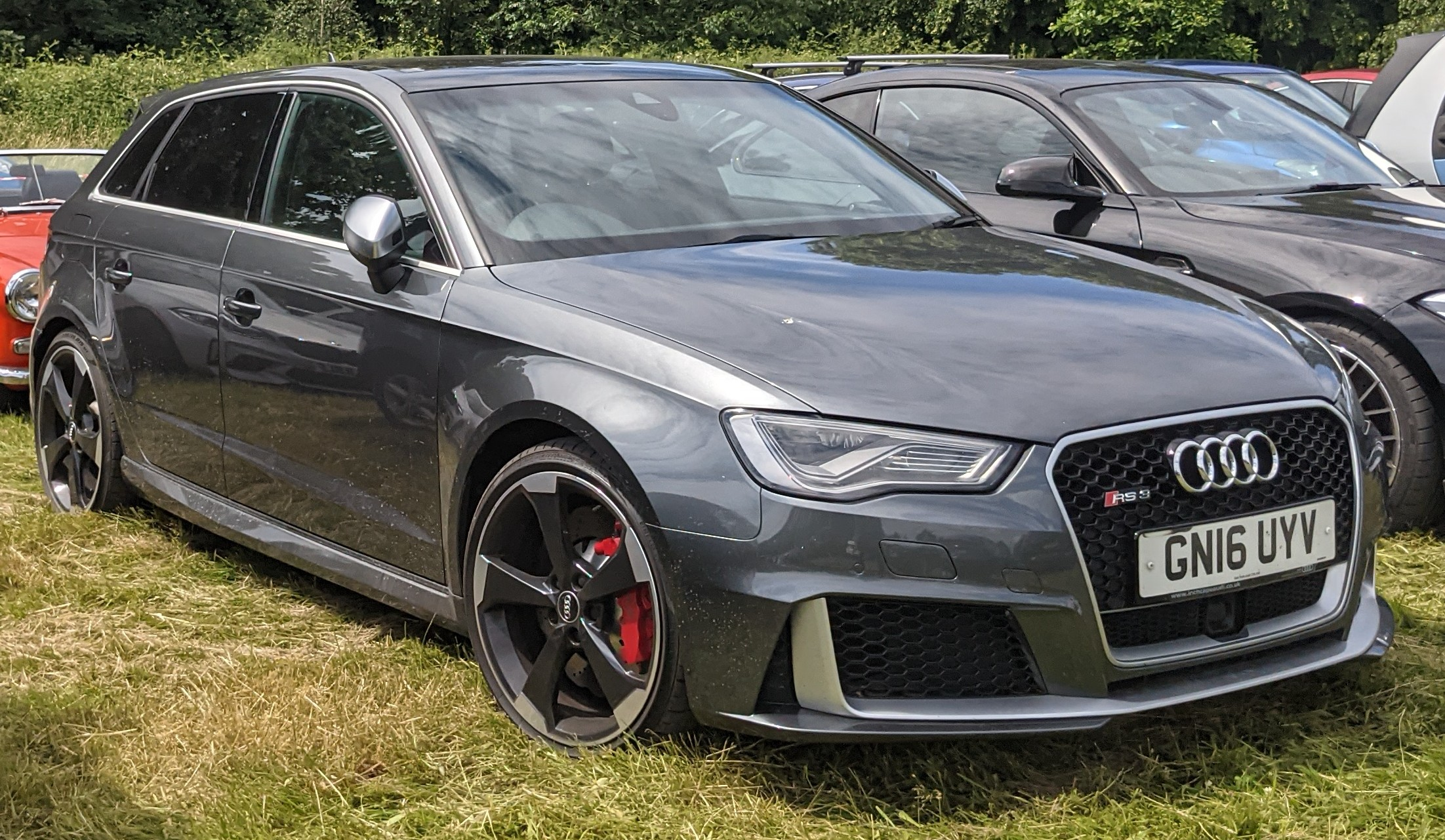
RS3 II

## Terza serie (8YA, 2021-)
Audi ha presentato la terza generazione della RS3 il 19 luglio 2021, sia come Sportback che come berlina a quattro porte.
La terza serie è ancora alimentata dal motore a benzina da 2,5 litri con 294 kW (400 CV). L'accelerazione da 0 a 100 km/h viene coperta in 3,8 secondi; la velocità massima può essere aumentata fino a 280 km/h pagando un sovrapprezzo o fino a 290 km/h dotandola dell'impianto frenante in carboceramica.
È il primo modello RS a disporre del nuovo sistema di trazione integrale con “torque vectoring”, che lavora attraverso una distribuzione variabile della coppia sulla ruota destra/sinistra dell'asse posteriore. Ciò è ottenuto mediante una apposita frizione per ogni ruota dell'asse posteriore, che sostituisce la classica frizione singola Haldex.
Il modello speciale Performance Edition, limitato a 300 esemplari, eroga 299 kW (407 CV). La velocità massima di questo modello è di 300 km/h. Viene dotata di serie con una targa numerata identificativa sul cruscotto, nuovi fari, sedili avvolgenti disponibili solo in tessuto microfibra con supporto in carbonio e un diverso design dei cerchi.

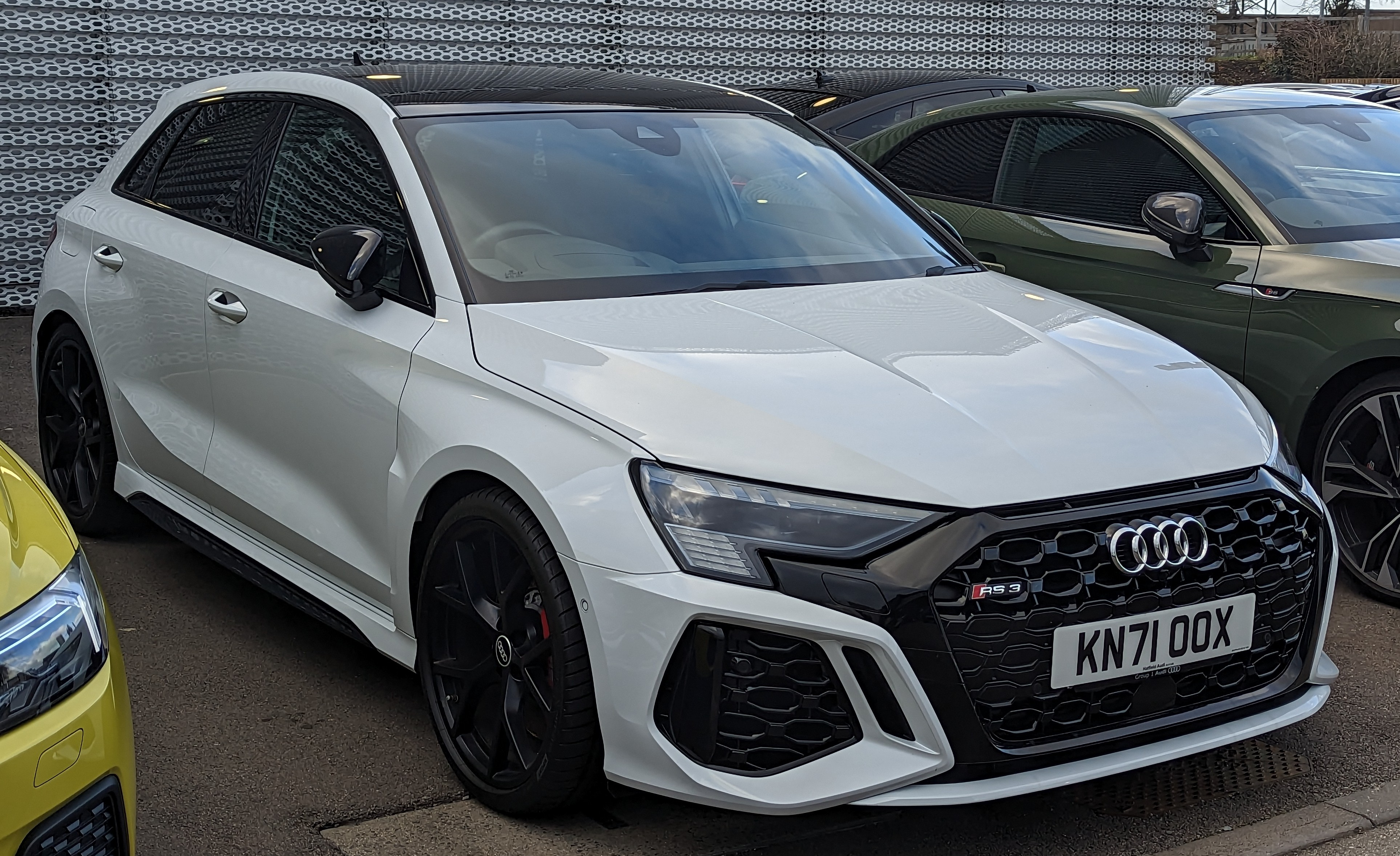
RS3 III